# Димитър Байрев
Димитър Байрев е български футболист, полузащитник, който се състезава за Ботев (Пловдив). Митко е юноша на Марица (Пловдив), а за мъжкия тим на „жълто-сините“ играе от 2006 до 2010, а в последните години в отбора е и капитан на тима. След изпадането на Марица във В група Димитър Байрев остава в клуба и е най-добрият играч на тима. В същото време брат му Владо е под наем в Брестник. През лятото на 2010 е привлечен в Ботев, където записва много добър сезон и става един от голмайсторите на отбора. Димитър Байрев играе на поста атакуващ халф.

## Личен живот
Димитър Байрев е син на известния футболист от близкото минало Румен Байрев, който е играл в Ботев (Пловдив) и Марица (Пловдив). Румен Байрев води един от ДЮШ отбори на Ботев (Пловдив). Негов брат е Владимир Байрев, който също е в ПФК Спартак (Пловдив).